# Max-Günther Schrank
August Max-Günther  Schrank (Baviera, 19 de noviembre de 1898–Grünwald, 22 de septiembre de 1960) era un Teniente general alemán que mandó la 5.ª División de Montaña en la Segunda Guerra Mundial. Recibió la Cruz de Caballero de la Cruz de Hierro por  su actuación durante la Batalla de Creta.

## Premios
- Cruz de Hierro de Segunda Clase (1918) y de Primera Clase (1919).
- Broche de la Cruz de Hierro de Segunda Clase (1939) y de Primera Clase (1939).
- Cruz de honor de la Guerra Mundial 1914/1918 (1934).
- Cruz de Caballero de la Cruz de Hierro el 17 de julio de 1941 como Oberstleutnant y comandante del I./Gebirgsjäger-Regimiento 100.[1]
- Orden de Mérito Militar (Baviera) 4.ª Clase con Espadas (1919).